# Ioan Andrieșescu
Ioan Andrieșescu (n. 2 mai 1888, Iași, România – d. 17 decembrie 1944, București, România) a fost un arheolog român. În 1928 a fost ales membru corespondent al Academiei Române.

## Biografie
S-a născut la Iași, la 2 mai 1888. A urmat studiile secundare și pe cele superioare la Iași, a studiat la Liceul Național din Iași între 1903 și 1906, după care s-a înscris la Facultatea de Litere și Filosofie din același oraș. După susținerea tezei de doctorat la Iași (1912), pleacă la Berlin, unde studiază istoria antică și preistoria. Specializarea o urmează la Berlin și Viena. A făcut călători în scopuri de cercetarea, țările vizitate au fost: Grecia, Italia, Suedia, Danemarca, Franța. Pe parcursul activități sale obține următoarele: doctor docent în istorie (1920), profesor secundar (1918-1919), a suplinit la Facultatea de filozofie și litere din Iași, conferențiar din 1923, profesor de preistorie din 1927 la Facultatea de istorie a Universității București, director a seminarului de preistorie (1927-1938), profesor de arheologie și preistorie (1938-1944), a fost director la Muzeul național de antichități din București (1927-1935), devine membru în Comisia monumentelor istorice, membru corespondent al Academiei Române din 1928, membru al Institutului arheologic german (1929), precum și al Societății Anticarilor din Londra (1933). În arheologie se specializează în istoria comunei primitive. Împreună cu Vasile Pârvan este considerat creatorul școlii arheologice românești. A pus bazele unei noi specialități în istoriografia română: preistoria. Andrieșescu a schimbat conceptul care a venit din perioada romantică a preistorie românești în știință, prezidă la faptul că regiunile locuite de români este la fel de importantă ca orice alt sit din Europa și că a făcut la fel ca și celelalte, parte la progresul umanității. Muzeul Național de Antichități, bazat pe săpăturile de la Histria și din ale zone ale Dobrogei (Scythia Minor) și Institutul de Istoria Artei au fost fondate de Ioan Andrieșescu împreună cu alți mari specialiști. 
La 26 mai 1928 Academia Română îl alege ca membru corespondent.
Moare la vârsta de 56 de ani la București, Româmia.

## Decorații
- Semnul Onorific „Răsplata Muncii pentru 25 ani în Serviciul Statului” (13 octombrie 1941)[4]

## Activitate
Cu o bogată activitate arheologică și didactică, Ioan Andrieșescu a publicat peste 50 de lucrări științifice originale, între care:
- „Asupra epocei de bronz din România”
- „Din preistoria Olteniei”
- „De la Preistorie la Evul-Mediu”
- „Contribuții la Dacia înainte de romani”
- „Piscul Crășani”
- „Considerațiuni asupra tezaurului de la Vâlci-Trân de lângă Plevna”
- „Vasile Pârvan”

## Opere[2]
- Contribuție Dacia înainte de romani, Iași, 1912, VIII.
- Asupra epocei de bronz în România. 1. Un depozit de bronz la Sinaia. 2. Obiectele de bronz de la Predeal, în Buletinul Comisiei Monumentelor Istorice, 1915.
- Din Preistoria Olteniei. Fragment de început, în Lui N. Iorga-Omagiu, Craiova, Ramuri, 1921.
- Dacia în antichitate și în evul mediu, în Adevărul literar și artistic, V 1924.
- De la preistorie la evul mediu. Păreri îndrumătoare și fapte arheologice și istorice, București, 1924.
- Les fouilles de Sultana, în Dacia, I (1924).
- Piscul Crăsani. Descoperirile arheologice din vara anului 1923, în Analele Academiei Române. Memoriile Secției Istorice, s. 3, t. 3, m. 1 (1924).
- Considerațiuni asupra tezaurului de la Vâlci Trân lîngă Plevna (Bulgaria). Cu o notă complementară de V. Pârvan, Analele Academiei Române. Memoriile Secției Istorice, s. 3, t. 5, m. 2 (1925).
- Nouvelles contributions sur l'age du bronze de Roumanie. Le depot de bronzes de Drajna de Jos et l'epee de Bucium, în Dacia, II (1925).
- Artele în timpurile preistorice la noi, în Arta și tehnica grafică, nr. 4-5 (1939).